# Alliopsis aertaica
Alliopsis aertaica este o specie de muște din genul Alliopsis, familia Anthomyiidae. A fost descrisă pentru prima dată de Qian și Fan în anul 1981. Conform Catalogue of Life specia Alliopsis aertaica nu are subspecii cunoscute.